# Kraśnik Koszaliński
Kraśnik Koszaliński (niem. Kratzig) – wieś w Polsce położona w województwie zachodniopomorskim, w powiecie koszalińskim, w gminie Biesiekierz.
Według danych z 31 grudnia 2008 r. wieś miała 372 mieszkańców.
W latach 1946–1954 siedziba gminy Kraśnik Koszaliński.
Wieś Kraśnik była lennem rodu Kameke i pozostała jego własnością do początku XX wieku. Po II wojnie światowej majątek przeszedł w posiadanie Skarbu Państwa i utworzono tu PGR, a następnie gospodarstwo SHR.
Kraśnik obecnie jest wsią o charakterze rolniczo-turystycznym.
Posiada duży potencjał rolniczy. Duże znaczenie ma hodowla bydła i trzody chlewnej. Bogactwem sołectwa są tereny położone między rzeką Radew, a drogą krajową nr 6 przeznaczone pod usługi turystyczne.

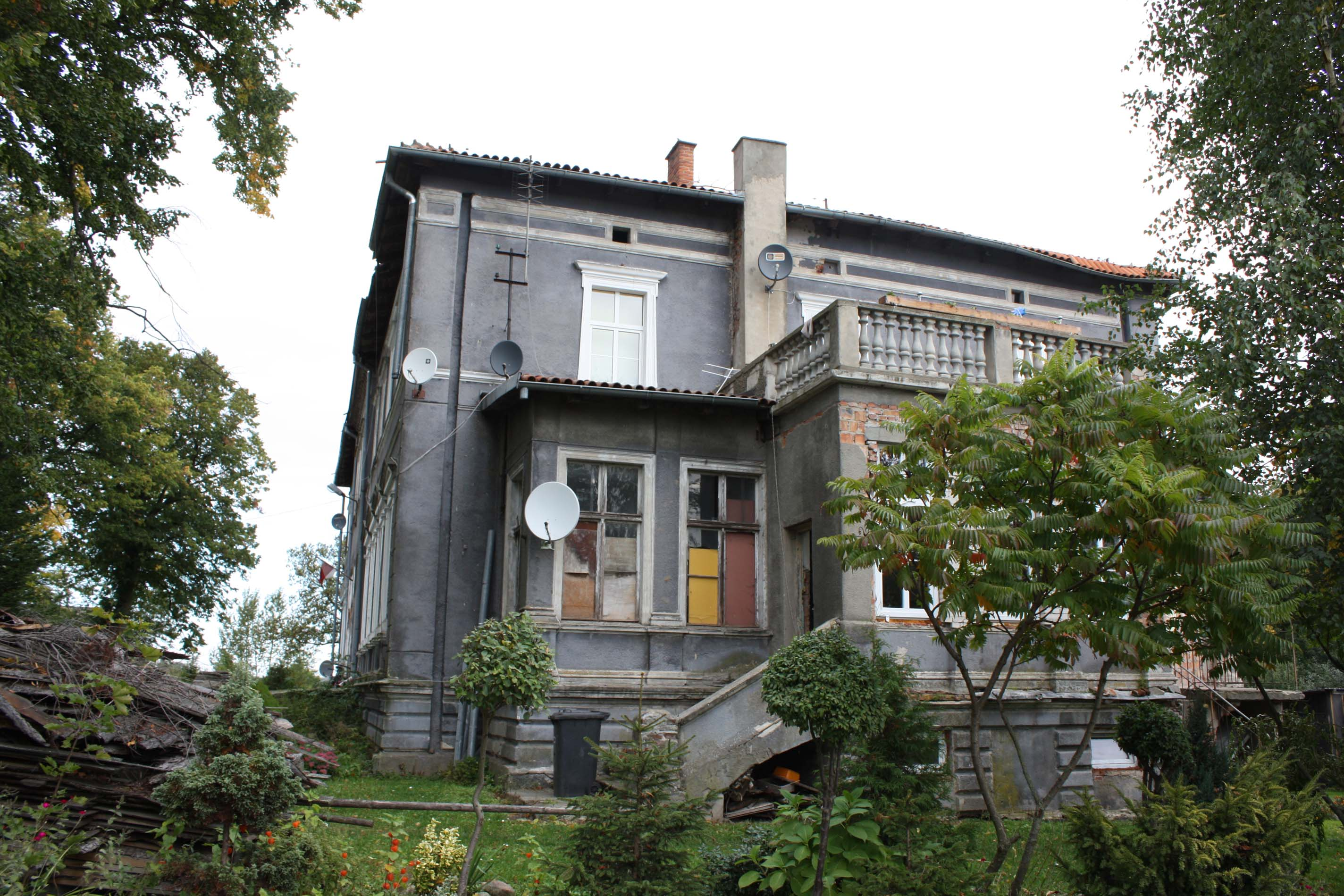
Pałac

We wsi znajduje się zespół pałacowo-parkowy złożony z pałacu z poł. XIX w. oraz z parku krajobrazowego z przełomu XVIII/XIX w., o pow. 5 ha.
W pobliżu Kraśnika położony jest rezerwat florystyczny Wierzchomińskie Bagno o powierzchni 43,6 hektarów. Jest to torfowisko ze stanowiskami gatunków chronionych i zagrożonych roślin, w otaczających je lasach m.in. z wiciokrzewem pomorskim.
Na terenie sołectwa zlokalizowany jest klub wiejski, w którym odbywają się spotkania z mieszkańcami i imprezy kulturalne.